# 三隅二不二

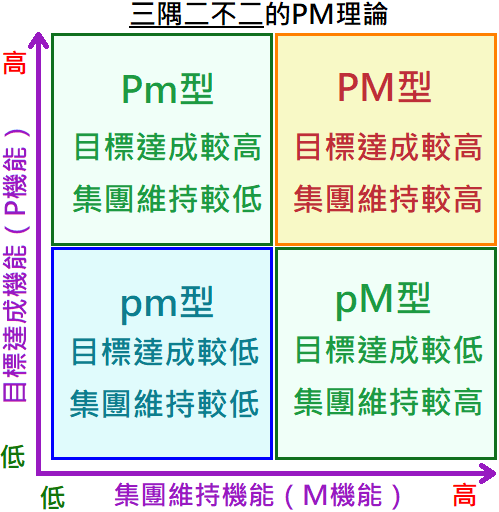
三隅二不二（みすみ じゅうじ）的PM理論

三隅二不二（1924年3月21日—2002年5月31日），日本心理學家兼文學博士，主修社会心理学。曾任九州大学教授、大阪大学名譽教授、築紫城學園大學、短期大学校長，是日本集團動力學研究所的第一任所長，並在1966年時曾經提出PM理論。